# 政治讽刺
政治讽刺是指讽刺政治的作品，作者往往把政治當成玩弄對象，此時政治讽刺作品帶有一定的娛樂性質。有時也是作者對威權政體不滿，借政治諷刺作品發洩。此時政治讽刺會被當局禁止。
政治讽刺通常与抗議不同，因为它不一定能影响政治的走向，並且作者也未必想這麼做。就其本质而言，政治讽刺本身很少能提供富有建设性的观点。就算作者借政治讽刺作品發洩不滿，但往往只是简单地揭露問題而無法提供解决方案。
在古希臘和古羅馬時代就有不少政治諷刺作品，例如阿里斯托芬和马提亚尔的作品。